# Rhaphidophora sarasini
Rhaphidophora sarasini är en insektsart som beskrevs av Heinrich Hugo Karny 1931. Rhaphidophora sarasini ingår i släktet Rhaphidophora och familjen grottvårtbitare. Inga underarter finns listade i Catalogue of Life.